# Magnus von Fabrateria vetus
Magnus von Fabrateria vetus, auch Magnus von Trani († im 3. oder 4. Jahrhundert in Fabrateria vetus, heute: Ceccano in Latium) war heiliger Märtyrer.

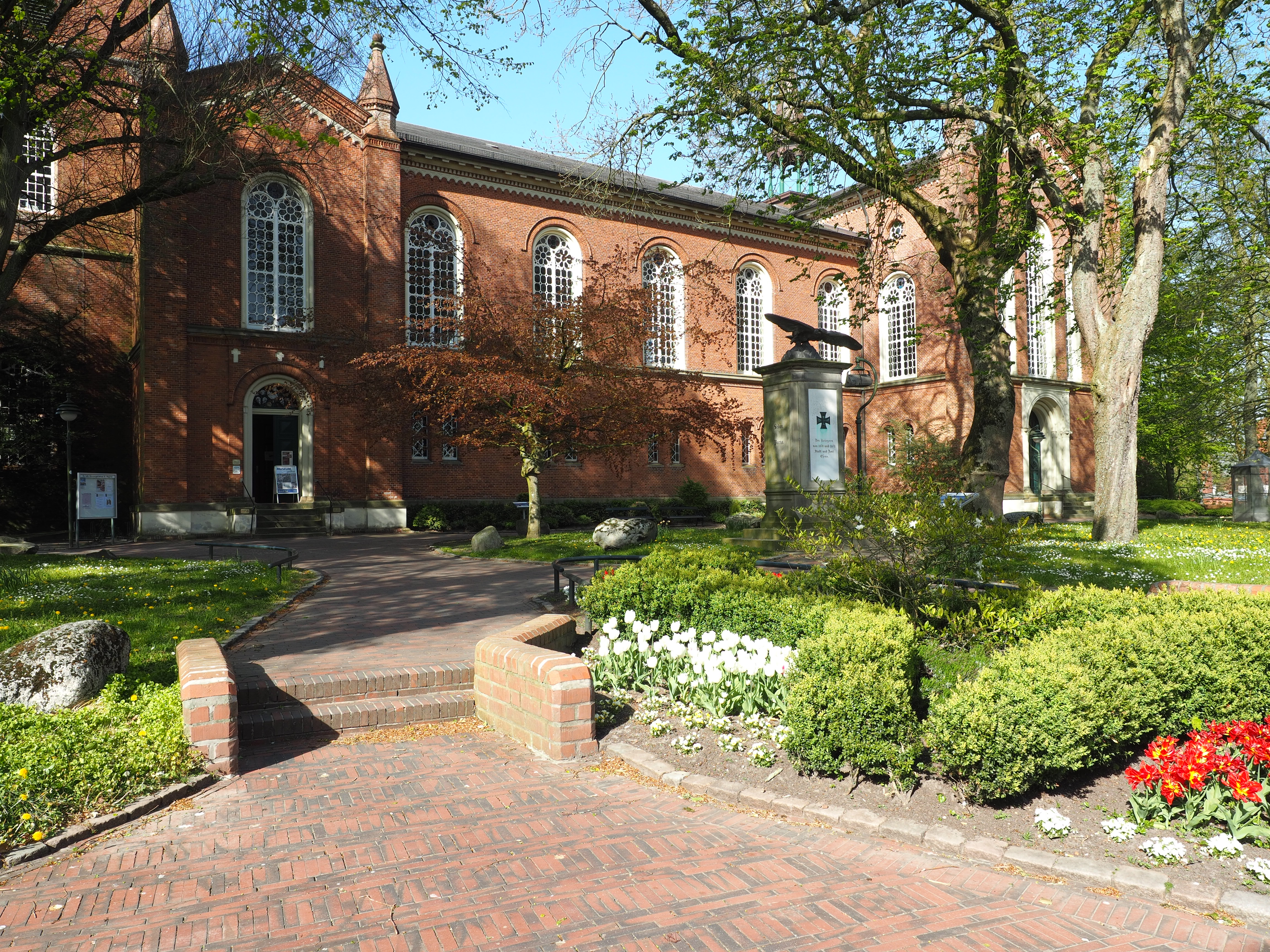
St. Magnus in Esens (Südseite)

Er war ursprünglich Bischof in der apulischen Hafenstadt Trani, musste von dort jedoch wegen der Christenverfolgung fliehen. Er wirkte darauf in der Landschaft Ciociaria östlich von Rom und erlitt, der Legende nach, in Fabrateria vetus sein Martyrium. Ein Martyrologium aus dem Jahr 451 nennt Magnus unter dem 19. August mit der Ortsangabe von Fabrateria vetus. Dort war ihm auch eine Kirche geweiht. Auch das aktuelle Martyrologium Romanum nennt an zweiter Stelle für den 19. August einen Märtyrer Magnus von Fabrateria vetus in Latium. Insoweit ist der 19. August der Gedenktag des Heiligen.
Magnus genoss im unteren Latium ziemlich verbreitete Verehrung. Seine Reliquien wurden von Fondi nach Veroli überführt. Als die Stadt im 9. Jahrhundert von den Sarazenen bedroht wurde, wurden seine Reliquien nach Anagni, bzw. nach der Legende auch nach Esens in Ostfriesland überführt.